# 索默施泰因山
47°27′23″N 12°54′50″E / 47.4565°N 12.9139°E

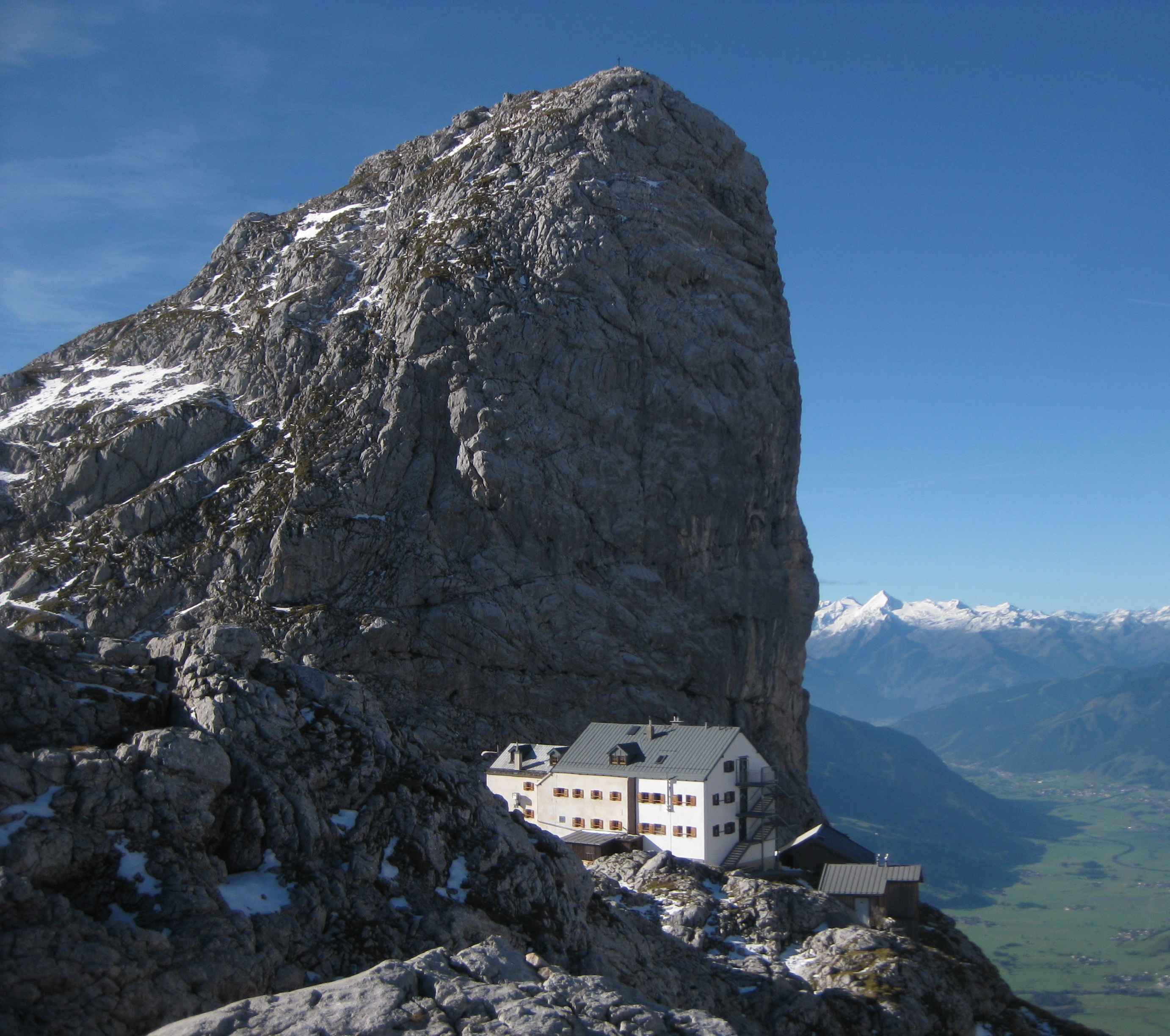

索默施泰因山（德語：Sommerstein），是奧地利的山峰，位於該國中部，由薩爾茨堡州負責管轄，屬於貝希特斯加登阿爾卑斯山脈的一部分，距離申埃格山0.5公里，海拔高度2,308米。